# Hosapete
Hosapete (fram till 1 november 2014 Hospet) är en stad i distriktet Ballari i delstaten Karnataka i Indien. Folkmängden uppgick till 206 167 invånare vid folkräkningen 2011.